# 드림캐처

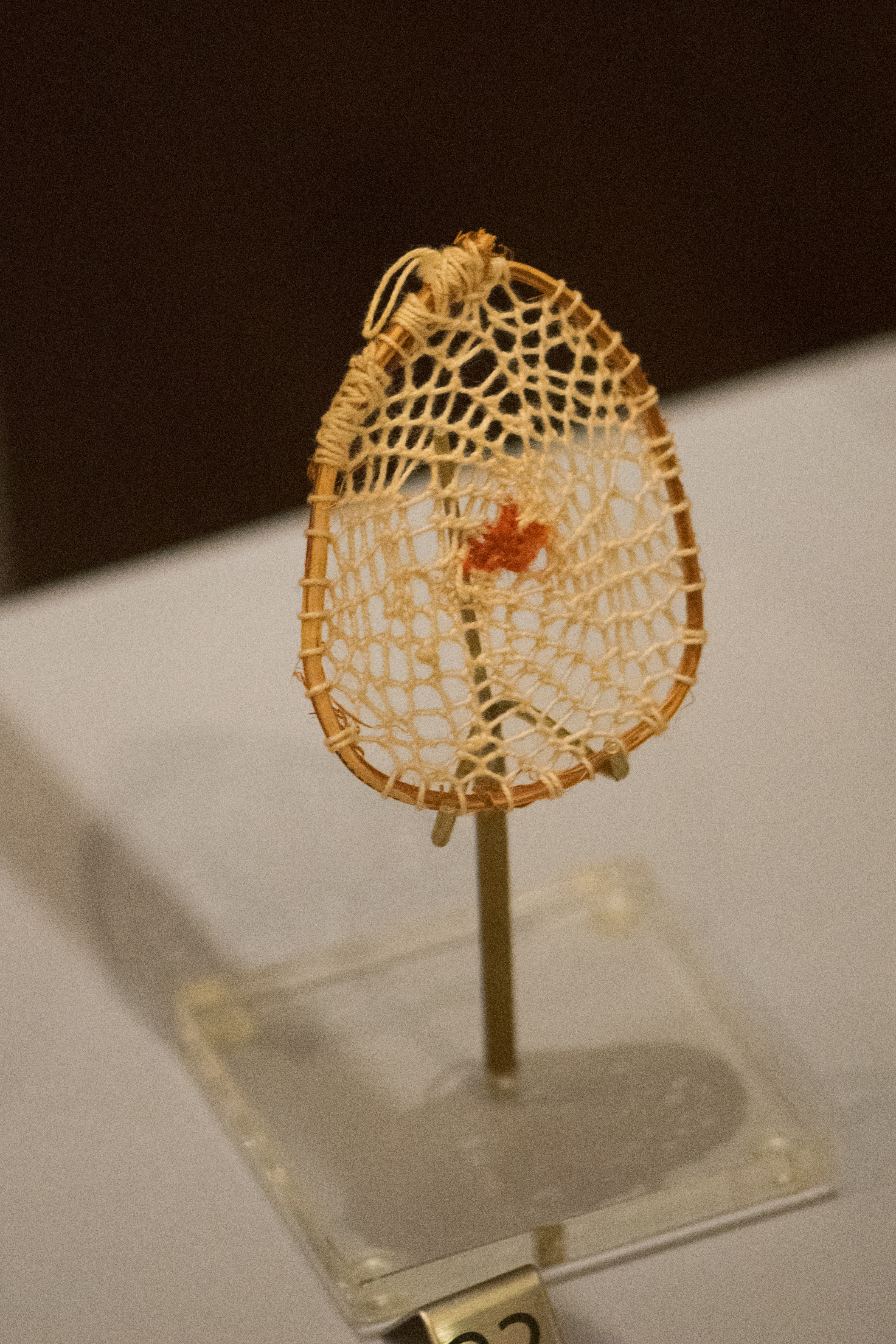
왕립온타리오박물관에 전시된 진짜 전통 드림캐처.

아사비케시(오지브와어: asabikeshiinh [aˈsabɪˌkeːˌʃĩː]), 드림캐처(영어: dreamcatcher)는 북미 원주민 공예품의 일종으로, 버들가지를 구부려 만든 고리에 그물을 엮어 씌운 것이다. 전통적으로 요람이나 침대 머리맡에 걸어두고 불행을 쫓는 주구였다.
오대호 일대 원주민 중에서도 오지브와을 비롯한 아니시나베 문화에서 만들어 사용하던 것으로, 다른 원주민들에게는 이런 것을 만드는 문화가 존재하지 않았다. 하지만 1960년대-70년대의 범인디언운동에서 드림캐처를 북미 원주민의 상징으로 채용하고 1980년대에 원주민 공예품으로 널리 마케팅되면서 북미 원주민 전체의 상징처럼 알려졌다.

## 용어
이것의 원래 이름인 아사비케시(오지브와어: asabikeshiinh [aˈsabɪˌkeːˌʃĩː])는 오지브와어로 “거미”라는 뜻이다. 정확히는 “거미”의 무생물형태(inanimate form)다. 생물형태(animate form)로는 절지동물 거미를 의미하며 복수형이 asabikeshiinyag→(거미들)가 되고, 드림캐처를 의미하는 무생물형태는 복수형이 asabikeshiinyan→(드림캐처들)이 된다.
부족별로 부르는 말이 달라지기도 한다. 미국 미네소타주의 화이트 어스 네이션에서는 아수바카친(오지브와어: asubakacin)이라고 하는데 “그물 같은 것”이라는 뜻이고, 캐나다 온타리오주의 커브레이크 퍼스트 네이션에서는 브와지게 응와간(오지브와어: bwaajige ngwaagan)이라고 하는데 “꿈 올무”라는 뜻이다.

## 기원
1929년, 민족학자 프란세스 덴스모어가 기록하기를 오지브웨 전설에서는 “거미줄”이 주구의 역할을 하는데, 이는 거미 여신 아시비카시(오지브와어: Asibikaashi)로부터 비롯된 것이라고 했다. 아시비카시는 어린이들의 수호신이었는데, 오지브와인들의 영토가 넓어짐에 따라 모든 어린이들을 찾아갈 수 없게 되었다. 그래서 어린이들의 어머니나 할머니들이 버들가지와 동물 힘줄로 거미줄을 모방해 만들었다. 즉 이것의 원래 용도는 어린이의 액막이를 위한 것이고, 딱히 꿈(드림)과 무슨 명시적인 상관이 있는 것은 아니다.

## 현대의 변형

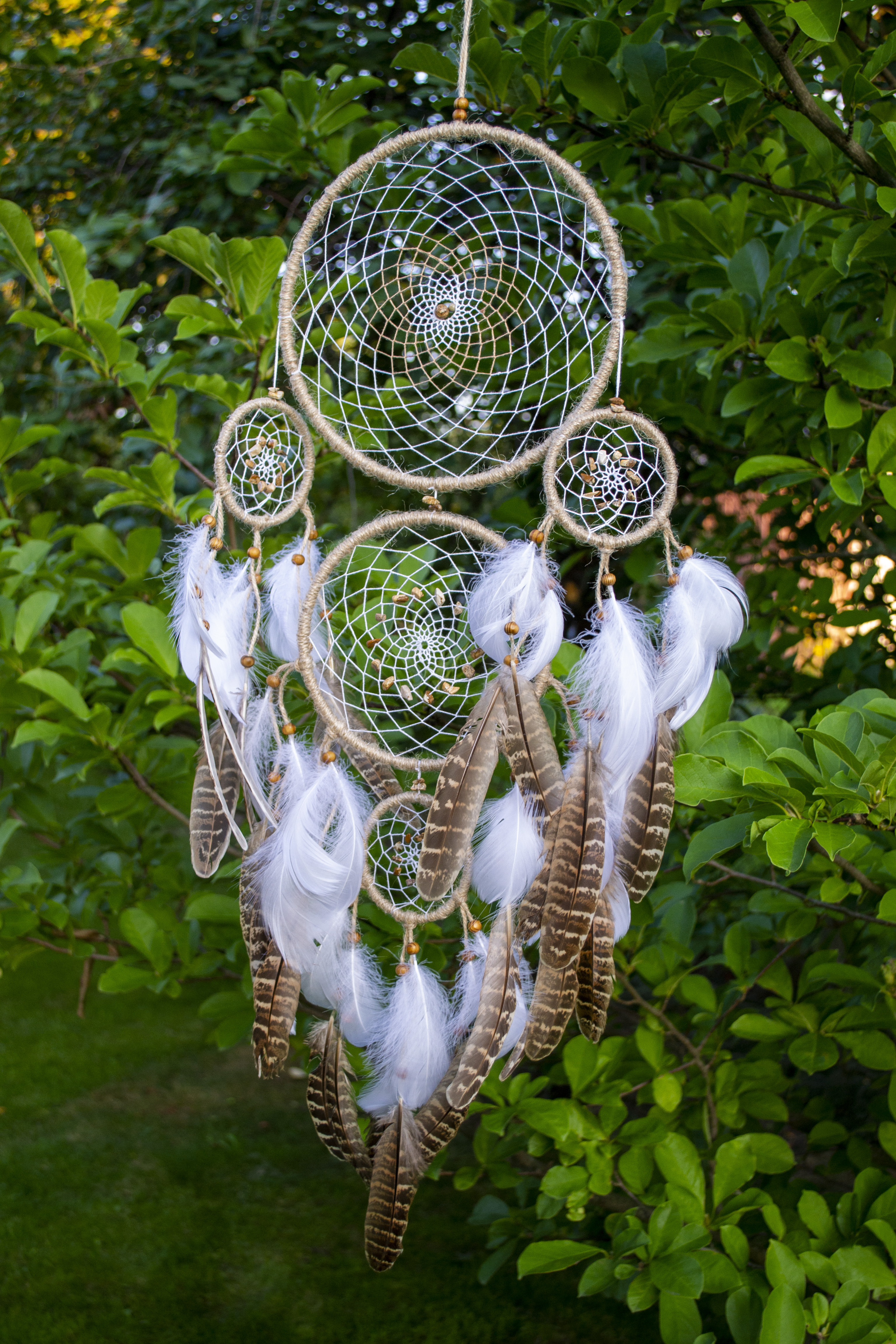
오늘날 흔히 보이는 비전통적 드림캐처.

오지브와인들은 아사비케시를 원래 자기들이 쓰던 용도대로 계속 써왔으나, 1960년대부터 시작된 범인디언운동에서 다양한 원주민 문화를 아우르는 상징으로 이것을 차용하였다.
“드림캐처”라는 이름 자체도 1970년대에 처음 등장한 것이며, 심지어 원주민 매체에서 번역한 말도 아니다. 1977년 여성잡지 『레이디스 홈 저널』에 그 용례가 등장한다. 1980년대가 되면 “드림캐처”는 북미 원주민 공예품으로 널리 알려지게 되었고, 1990년대가 되면 “아주 인기 있고 시장성 있는” 아이템이 되었다.
이후 오지브와인들의 진짜 전통과는 전혀 무관한 양식과 재질로 만들어진 “드림캐처”가 유행하였으며, 이는 주로 뉴에이지 문화에 탐닉하는 백인들이 만들고 소비하였다. 정도가 지나치다 보니 원주민들은 이런 가짜 드림캐처의 유행을 과잉상업화이자 문화적 약탈로 보고 부정적으로 생각하게 되었다.